# ملبری (اوهایو)
ملبری (به انگلیسی: Mulberry) یک منطقهٔ مسکونی در ایالات متحده آمریکا است که در شهرستان کلرمونت، اوهایو واقع شده‌است. ملبری ۴٫۱ کیلومتر مربع مساحت و ۳٬۳۲۳ نفر جمعیت دارد و ۲۵۶ متر بالاتر از سطح دریا واقع شده‌است.